# Tomasz Poręba
Tomasz Piotr Poręba, né le 31 mars 1973 à Grybów, est un homme politique polonais, membre de Droit et justice (PiS).